# Castel Condino
Castel Condino är en ort och kommun i provinsen Trento i regionen Trentino-Sydtyrolen i Italien. Kommunen hade 219 invånare (2018).